# Cattedrale di Manfredonia
La cattedrale di Manfredonia  è dedicata a san Lorenzo Maiorano patrono della città. In essa sono conservate la reliquia del santo e l'icona della Madonna di Siponto.

## Storia
La costruzione del duomo fu incominciata il 7 febbraio 1270 e terminata nel 1274.
Il duomo è stato distrutto dai Turchi nel 1620 ma risorse nel 1700 dalle rovine dell'antico tempio angioino per merito degli ordinari diocesani monsignor Bartolomeo della Cueva, cardinale Vincenzo Maria Orsini e monsignor Andrea Cesarano.
Bartolomeo della Cueva vi modificò l'ingresso facendolo aprire dalla parte opposta, fissò gli stalli per i canonici e l'altare maggiore dov'era prima il frontespizio.
Anticamente l'ingresso principale era situato dal lato del campanile fatto costruire dal cardinale Orsini nel 1677. La campana del vecchio campanile posta dall'arcivescovo Marullo nel 1646 e fusa dal celebre Onofrio Giordano napoletano fu messa al nuovo campanile.
Nel duomo si trovano affreschi del 1940-1941, di Natale Penati da Milano, Giulio III e Benedetto XIII, apparizione di san Lorenzo con Totila, i santi Sipontini Giustino, Barbato e i martiri di Forconio.
Vi si conservano anche le tele degli arcivescovi Orsini, Muscettola, Rivera, Tagliatela, oltre ad alcune pergamene, libri dei battezzati dal 1600 ad oggi ed altri libri di natura varia. 
La protettrice di Manfredonia è la Madonna di Siponto, il patrono san Lorenzo Maiorano.
Il quadro e l'effigie della Madonna con la splendida corona d'oro tempestata di brillanti furono benedetti dal cardinale Angelo Giuseppe Roncalli, il giorno 28 agosto 1955, giorno dell'incoronazione.
Fr. Matteo Orsini, domenicano, trasferì il 30 ottobre 1327 da Siponto a Manfredonia il corpo di san Lorenzo sipontino nel duomo.

Cattedrale di Manfredonia e campanile dell'Orsini, anni '30

Durante l'incendio e la distruzione della cattedrale da parte dei Turchi guidati dal generale Ali Pascià andò distrutto tutto il corpo di San Lorenzo, meno il braccio destro, lo stesso che aveva benedetto tante volte le folle e che rimane oggi, sospeso come un aspersorio sul capo dei fedeli. Un'urna, collocata sotto l'altare maggiore del Duomo, ne conserva la sacra reliquia.
Negli anni sessanta per volere del vescovo Cesarano venne costruita a metà della fiancata sinistra la nuova facciata in marmo travertino, nel quale venne inglobata la statua in marmo di Giovanni XXIII opera dello scultore sipontino Aronne del Vecchio.